# Super League Malty w piłce siatkowej mężczyzn
Maltańska Super League siatkarzy (ang. Maltese Men's Super League) – najwyższy poziom rozgrywek klubowych w piłce siatkowej na Malcie organizowany przez Maltański Związek Piłki Siatkowej (Malta Volleyball Association), którego celem jest wyłonienie najlepszej klubowej drużyny tego kraju.

## Nazwy
- ...-2012 – 1. Division
- 2012-2014 – Super League
- 2015-2016 – League Games
- 2016-2017 – Super League

## Medaliści
| Sezon     | 1. miejsce               | 2. miejsce           | 3. miejsce            |
| --------- | ------------------------ | -------------------- | --------------------- |
| ...       |                          |                      |                       |
| 2002/2003 | Fleur-de-Lys FEB         | Pembroke XIL         | Aloysians             |
| 2003/2004 | Fleur-de-Lys FEB         | Kerygma              | Aloysians             |
| 2004/2005 |                          |                      |                       |
| 2005/2006 |                          |                      |                       |
| 2006/2007 | Aloysians Lipton Ice Tea | Kerygma              | Fleur-de-Lys FEB      |
| 2007/2008 | Marsascala Mapei         | Fleur-de-Lys FEB     | Aloysians             |
| 2008/2009 | Valletta Mapei           | Fleur-de-Lys Western | Southend              |
| 2009/2010 | Valletta Mapei           | Sliema               | Aloysians Defenders   |
| 2010/2011 | Valletta San Antonio     | Aloysians Defenders  | Attard Tenovar        |
| 2011/2012 | Valletta San Antonio     | Aloysians Defenders  | Attard Tenovar        |
| 2012/2013 | FDL Office Group         | Valletta San Antonio | Attard Tenovar        |
| 2013/2014 | FDL Office Group         | Valletta Mapei       | Sliema Wanderers      |
| 2014/2015 |                          |                      |                       |
| 2015/2016 | Valletta Mapei           | Aloysians            | Fleur-de-Lys Twistees |
| 2016/2017 | Valletta Mapei           | Fleur-de-Lys         | Aloysians             |
| 2017/2018 | Valletta Mapei           | Aloysians Ice        | Aloysians Fire        |